# Da-Hae Kim
Da-Hae Kim, pianista de música clásica nacida en Corea del Sur en 1989.

## Biografía
Da-Hae Kim nació en Seúl, Corea del Sur, en 1989. Estudió en el Art Middle School y el Art School en Seúl. En 2005 se gradúa en la Escuela de Arte Yewon de Seúl y desde ese año estudia con Karl-Heinz Kämmerling, primero en el Mozarteum de Salzburgo (Austria), y después en la University of Music Theatre and Media de Hannover, Alemania.
Ha dado conciertos con la Royal Philarmonic Orchestra, actuó en el Centro de Artes de Seúl, en Alemania, Austria, Liechtenstein, Países Bajos y España.

### Premios
- Ganadora del Sam-Ik, Concurso Juvenil de Seúl, en 2000
- Ganadora del Concurso Eumak Journal de Seúl, en 2001
- Ganadora del Concurso Universitario Chung-Ang de Seúl, en 2002
- Diploma honorífico de finalista en el Concurso Internacional de Música de Marbella, España, en 2017[1]
- Primer premio en el Festival de Música de Cámara Allegro Vivo de Austria, en 2017[2]
- Primer premio en el 37 Concurso Internacional de Piano Delia Steinberg, Madrid, España, en abril de 2018[3]